# Europapokal der Pokalsieger (Handball) 2005/06
Am EHF-Europapokal der Pokalsieger 2005/06 nahmen 44 Handball-Vereinsmannschaften teil, die sich in der vorangegangenen Saison in ihren Heimatländern im Pokalwettbewerb für den Wettbewerb qualifizieren konnten oder aus der Champions League 05/06 ausgeschieden waren. Es war die 31. Austragung des Pokalsiegerwettbewerbs. Die Pokalspiele begannen am 3. September 2005, das Rückrundenfinale fand am 29. April 2006 statt. Titelverteidiger des EHF-Europapokal der Pokalsieger war der spanische Verein Ademar León. Der Titelgewinner in der Saison war der russische Verein Medwedi Tschechow.

## 1. Runde
Es nahmen acht Teams teil, die sich vorher für den Wettbewerb qualifiziert haben.

Die Hinspiele fanden am 3./10. September 2005 statt. Die Rückspiele fanden am 10./11. September 2005 statt.
|                       | Gesamt  |                         | Hinspiel          | Rückspiel         |
| --------------------- | ------- | ----------------------- | ----------------- | ----------------- |
| HB Esch               | 72 : 56 | HC Kastrioti Ferizaj    | 36 : 22 (12 : 09) | 36 : 34 (12 : 17) |
| PGU Tiraspol          | 47 : 56 | "Viking-Malt" Panevėžys | 24 : 28 (12 : 12) | 23 : 28 (12 : 13) |
| DINHK Baku            | 54 : 80 | HC Kehra                | 26 : 39 (11 : 19) | 28 : 41 (11 : 22) |
| SPE Strovolos Nicosia | 49 : 44 | HC Dukla Praha          | 29 : 22 (19 : 11) | 20 : 22 (11 : 11) |

## 2. Runde
Es nahmen die 4 Sieger der 1. Runde und weiter 28 Teams, die sich vorher für den Wettbewerb qualifiziert haben, teil.

Die Hinspiele fanden am 30. September und 1./2./8. Oktober 2005 statt. Die Rückspiele fanden am 1./2./8./9. Oktober 2005 statt.
|                        | Gesamt     |                         | Hinspiel          | Rückspiel         |
| ---------------------- | ---------- | ----------------------- | ----------------- | ----------------- |
| Axias Tachos           | 51 : 76    | Hammerby IF HF          | 26 : 35 (14 : 15) | 25 : 41 (11 : 17) |
| Skjern Handball        | 76 : 46    | A.S.Pallamano Secchia   | 36 : 18 (15 : 09) | 40 : 28 (21 : 13) |
| Chambery Savoie HB     | 59 : 44    | HB Esch                 | 30 : 21 (17 : 12) | 29 : 23 (18 : 11) |
| HCM Constanța          | 64 : 49    | SPE Strovolos Nicosia   | 30 : 20 (14 : 09) | 34 : 29 (14 : 15) |
| BM Granollers          | 63 : 46    | Pfadi Winterthur        | 32 : 19 (18 : 05) | 31 : 27 (17 : 15) |
| KV Sasja HC            | 43 : 64    | Kaustik Volgograd       | 22 : 29 (11 : 12) | 21 : 35 (12 : 17) |
| RK Osijek-Elektromodul | 49 : 47    | G.A.C. Kilkis           | 32 : 22 (14 : 09) | 17 : 25 (10 : 11) |
| RK Gold Club Kozina    | 58 : 54    | "Viking-Malt" Panevėžys | 31 : 23 (15 : 09) | 27 : 31 (14 : 15) |
| PLER-Airport, Budapest | 158 : 58 1 | Haslum HK               | 29 : 31 (17 : 16) | 29 : 27 (13 : 14) |
| RK Slog Doboj          | 51 : 49    | HC Lovcen, Cetinje      | 27 : 22 (16 : 13) | 24 : 27 (10 : 12) |
| TJ START Nove Zamky    | 45 : 62    | HSG Nordhorn            | 21 : 30 (11 : 13) | 24 : 32 (11 : 12) |
| HC Victory Regia Minsk | 59 : 67    | Metalurg Skopje         | 31 : 34 (19 : 16) | 28 : 33 (11 : 17) |
| MKS Zaglebie Lubin     | 57 : 71    | BM Valladolid           | 27 : 36 (14 : 16) | 30 : 35 (12 : 18) |
| Portovik Yuzhny        | 43 : 47    | HC Superfund Hard       | 24 : 20 (13 : 09) | 19 : 27 (10 : 11) |
| ASA Tel Aviv           | 63 : 61    | Polis Akad. Ankara      | 35 : 29 (15 : 14) | 28 : 32 (16 : 13) |
| HC Kehra               | 52 : 66    | Sporting C.P. Lisboa    | 33 : 27 (15 : 12) | 19 : 39 (09 : 19) |

## 3. Runde
Es nahmen die 16 Sieger der 2. Runde teil.

Die Hinspiele fanden am 4./5./12. November 2005 statt. Die Rückspiele fanden am 12./13. November 2005 statt.
|                      | Gesamt  |                        | Hinspiel          | Rückspiel         |
| -------------------- | ------- | ---------------------- | ----------------- | ----------------- |
| HC Superfund Hard    | 43 : 59 | HSG Nordhorn           | 24 : 29 (11 : 14) | 19 : 30 (10 : 10) |
| Metalurg Skopje      | 56 : 69 | BM Valladolid          | 25 : 33 (09 : 16) | 31 : 36 (17 : 15) |
| Skjern Handball      | 67 : 62 | RK Gold Club Kozina    | 38 : 32 (20 : 16) | 29 : 30 (16 : 15) |
| Sporting C.P. Lisboa | 52 : 60 | HCM Constanța          | 30 : 32 (13 : 13) | 22 : 28 (13 : 16) |
| BM Granollers        | 68 : 58 | Kaustik Volgograd      | 36 : 27 (17 : 10) | 32 : 31 (16 : 14) |
| Haslum HK            | 66 : 68 | Hammerby IF HF         | 31 : 33 (16 : 16) | 35 : 35 (16 : 21) |
| ASA Tel Aviv         | 55 : 62 | Chambery Savoie HB     | 24 : 31 (11 : 19) | 31 : 31 (13 : 17) |
| RK Slog Doboj        | 57 : 50 | RK Osijek-Elektromodul | 27 : 23 (17 : 14) | 30 : 27 (12 : 14) |

## Achtelfinale
Es nahmen die acht Sieger der 3. Runde und die acht Drittplatzierten der Champions-League-Gruppenphase teil.

Die Hinspiele fanden am 3./4. Dezember 2005 statt. Die Rückspiele fanden am 10./11. Dezember 2005 statt.
|                       | Gesamt     |                    | Hinspiel          | Rückspiel         |
| --------------------- | ---------- | ------------------ | ----------------- | ----------------- |
| IK Sävehof            | 265 : 65 2 | HSG Nordhorn       | 37 : 34 (16 : 15) | 28 : 31 (15 : 16) |
| Medwedi Tschechow     | 69 : 56    | Hammerby IF HF     | 37 : 28 (15 : 15) | 32 : 28 (15 : 14) |
| Wisla Plock SSA       | 56 : 62    | Skjern Handball    | 30 : 32 (14 : 13) | 26 : 30 (11 : 16) |
| BM Valladolid         | 77 : 57    | HC Baník Karviná   | 44 : 25 (23 : 13) | 33 : 32 (15 : 16) |
| Kadetten Schaffhausen | 251 : 51 2 | Chambery Savoie HB | 24 : 25 (10 : 11) | 27 : 26 (14 : 12) |
| Torggler Group Meran  | 59 : 66    | BM Granollers      | 25 : 32 (16 : 17) | 34 : 34 (16 : 17) |
| ZTR Zaporozhye        | 51 : 59    | HCM Constanța      | 32 : 28 (10 : 14) | 19 : 31 (07 : 18) |
| RK Slog Doboj         | 50 : 64    | Tatran Presov      | 27 : 31 (14 : 14) | 23 : 33 (10 : 17) |

## Viertelfinale
Es nahmen die acht Sieger aus dem Achtelfinale teil.

Die Hinspiele fanden am 25./26. Februar 2006 statt. Die Rückspiele fanden am 4./5. März 2006 statt.
| Mannschaft 1    | Mannschaft 2          | Hinspiel             | Rückspiel            | Gesamt  |
| --------------- | --------------------- | -------------------- | -------------------- | ------- |
| HSG Nordhorn    | Kadetten Schaffhausen | 26.02. So. 17:00 Uhr | 04.03. Sa. 18:00 Uhr | 62 : 46 |
| HSG Nordhorn    | Kadetten Schaffhausen | 36 : 21 (16 : 13)    | 26 : 25 (13 : 13)    | 62 : 46 |
| Skjern Handball | HCM Constanța         | 26.02. So. 14:50 Uhr | 05.03. So. 11:00 Uhr | 59 : 70 |
| Skjern Handball | HCM Constanța         | 31 : 35 (20 : 17)    | 28 : 35 (12 : 17)    | 59 : 70 |
| Tatran Presov   | Medwedi Tschechow     | 25.02. Sa. 18:00 Uhr | 04.03. Sa. 17:00 Uhr | 55 : 65 |
| Tatran Presov   | Medwedi Tschechow     | 27 : 30 (11 : 14)    | 28 : 35 (13 : 17)    | 55 : 65 |
| BM Granollers   | CBM Valladolid        | 26.02. So. 12:30 Uhr | 05.03. So. 12:30 Uhr | 59 : 62 |
| BM Granollers   | CBM Valladolid        | 33 : 31 (21 : 18)    | 26 : 31 (20 : 20)    | 59 : 62 |

## Halbfinale
Es nahmen die vier Sieger aus dem Viertelfinale teil.

Die Hinspiele fanden am 25./26. März 2006 statt. Die Rückspiele fanden am 2. April 2006 statt.
| Mannschaft 1      | Mannschaft 2   | Hinspiel             | Rückspiel            | Gesamt  |
| ----------------- | -------------- | -------------------- | -------------------- | ------- |
| HCM Constanța     | CBM Valladolid | 26.03. So. 17:15 Uhr | 02.04. So. 12:30 Uhr | 60 : 73 |
| HCM Constanța     | CBM Valladolid | 29 : 33 (19 : 15)    | 31 : 40 (10 : 19)    | 60 : 73 |
| Medwedi Tschechow | HSG Nordhorn   | 25.03. Sa. 17:00 Uhr | 02.04. So. 17:00 Uhr | 64 : 63 |
| Medwedi Tschechow | HSG Nordhorn   | 36 : 30 (19 : 18)    | 28 : 33 (15 : 16)    | 64 : 63 |

## Finale
Es nahmen die zwei Sieger aus dem Halbfinale teil.

Das Hinspiel fand am 23. April 2006 statt. Das Rückspiel fand am 29. April 2006 statt.
| Mannschaft 1  | Mannschaft 2      | Hinspiel             | Rückspiel            | Gesamt  |
| ------------- | ----------------- | -------------------- | -------------------- | ------- |
| BM Valladolid | Medwedi Tschechow | 23.04. So. 12:30 Uhr | 29.04. Sa. 17:00 Uhr | 60 : 61 |
| BM Valladolid | Medwedi Tschechow | 36 : 29 (17 : 16)    | 24 : 32 (13 : 18)    | 60 : 61 |

### BM Valladolid – Medwedi Tschechow36: 29 (17: 16)
23. April 2006 in Valladolid, Polideportivo Huerta del Rey, 3.600 Zuschauer.
BM Valladolid: Zubiria Ayerbe, Sierra Mendez – Gull (10), Muratović (6), Rentero Delgado  (5), Delgado Avila   (4), Garabaya Arenas  (4), Ugalde Garcia (3), López (2), Rodríguez Vaquero (2), Antonio Marcos, Garcia Morinigo, Silva, Velasco Encinas
Medwedi Tschechow: Grams, Kostygow – Rastworzew    (8), Egorov (5), Iwanow (4), Tschipurin  (3), Frolov (3), Dibirow  (2), Igropulo  (2), Filippow  (1), Kowaljow   (1), Tschernoiwanow, Evdokimov  , Kamanin  
Schiedsrichter:  Gilles Bord & Olivier Buy
Quelle: Spielbericht

### Medwedi Tschechow – BM Valladolid32: 24 (18: 13)
29. April 2006 in Tschechow, Sporthall Olimpijski, 3.500 Zuschauer.
Keine Torschützenstatistik vorhanden!
Schiedsrichter:  Frank Lemme & Bernd Ullrich
Quelle: Spielbericht

## Bestechungsvorwürfe
Einen Tag nach dem entscheidenden Finalspiel wurden bei einer Zollkontrolle am Moskauer Flughafen Scheremetjewo 50.000 US-Dollar in einer Plastiktüte im Gepäck von Schiedsrichter Bernd Ullrich sichergestellt. Ullrich gab an, nicht zu wissen, woher das Geld stamme. Der Vorfall wurde erst drei Jahre später von beiden Schiedsrichtern gemeldet, woraufhin der Deutsche Handballbund das Gespann vorläufig suspendierte und die EHF schließlich eine fünfjährige Sperre aussprach.